# Hőrich Nóra Lili
Hőrich Nóra Lili (Budapest, 1987. november 7. –) magyar színésznő.

## Tanulmányai
- Lee Strasberg Theatre and Film Institute Los Angeles[1]
- ELTE-BTK Filmtudományi Tanszék
- KRE-BTK Kommunikáció- és Médiatudományi Tanszék

## Filmes szerepei[2]
- SAS: Vonatrablás a Csatorna-alagútban (kapucnis nő) - 2021
- Bátrak földje (Tulipán Sára) - 2020
- A tökéletes gyilkos (Petra) - 2017 (magyar hangja: Majsai-Nyilas Tünde)[3][4][5]
- The Last Kingdom (tv-sorozat) - 2015
- Ketten Párizs ellen (magyar minisorozat) (Paulette) - 2015 (Hőrich Nóra Liliként)
- Mentőexpedíció (Vogel felesége) - 2015  (Nóra Hörichként)
- Casanova (Nun) (Nóra Lili Hörichként) - 2015
- Sina és Kore (magyar sci-fi)(Kore) - 2015
- Six Dance Lessons in Six Weeks (amerikai-magyar koprodukció) (Nan) (Nóra Lili Hörichként)- 2015
- Hercules (Ergenia szolgálója) (Nora Horichként) - 2014
- Szabadesés (Vadászné) - 2014 [6]
- Fleming - Rázva, nem keverve (Storm) - 2014
- Heaven's Vanguard (Anais) (12 perces magyar-angol koprodukciós film) - 2013
- Drakula (szobalány) - 2013
- Válaszcsapás (barátnő a vonaton)(tv-sorozat) - 2013
- The First (Maya) (magyar TV-film) - 2010
- Grown ups (Andi) (magyar rövidfilm) - 2010
- Poligamy (közreműködő) - 2009
- Papírrepülők (Detti) - 2009[7]

## Filmes háttérmunkái
- Hacktion - Újratöltve (post-production coordinator) 2012

## Interjúk
Varga Ferenc: Filmklub podcast #26 - Hőrich Nóra Lili